# Ratio de liquidez
El ratio de liquidez (también denominada razón corriente o relación corriente), es uno de los indicadores de liquidez más usados, tiene como objeto verificar las posibilidades de una empresa para afrontar compromisos financieros en el corto plazo.
La razón corriente (Rc) se determina por la expresión: 
Rc = Activo Corriente / Pasivo Corriente
tanto el Activo corriente, como el Pasivo corriente se obtienen del balance de la empresa.